# 세케이인
세케이(헝가리어: Székelyek, 루마니아어: Secui, 독일어: Szekler, 라틴어: Siculi)는 오늘날 루마니아의 트란실바니아 동부에 거주하는 헝가리계 민족을 가리키는 말이다. 이들이 주로 거주하는 지역을 세케이 지대(Székelyföld, Szeklerland)라고 한다. 세케이인의 대부분은 루마니아 하르기타주, 코바스나주, 무레슈주에 걸쳐 거주한다.

## 역사
세케이인의 기원은 다소 논쟁적인 주제로, 이들은 역사적으로 아틸라가 이끌던 훈족의 후손이라는 정체성을 자칭하기도 했다. 최근에는 보통 중세에 헝가리인 또는 헝가리로 동화된 튀르크족이 헝가리 영토 전방 지대의 수호를 위해 카르파티아산맥 동부로 이주한 것이 유래로 여겨지며, 이들의 이름인 "세케이" 또한 변경 수비대를 의미한다고 전한다.
트란실바니아가 헝가리 왕국의 지배를 받고 있던 15세기부터 세케이인의 특권 계층이 형성되었다. 1438년에는 트란실바니아에 거주하던 세케이인, 헝가리인 귀족, 트란실바니아 작센인 시민 사이에 3대 민족 연합(Unio Trium Nationum)이 결성되면서 특권 계층을 형성했다. 1920년에 트리아농 조약이 체결되면서 트란실바니아는 루마니아의 영토가 되었다. 이후 사회주의 정권 기간 동안에는 헝가리인 자치 지역이 수립되기도 했었다. 오늘날에도 많은 세케이인들은 세케이 지대의 자치권을 얻으려는 운동을 벌이기도 한다.

## 같이 보기
- 마자르인
  - 창고인
- 로바쉬 문자
- 우그리아족
- 세케이 지대